# Sleepy LaBeef

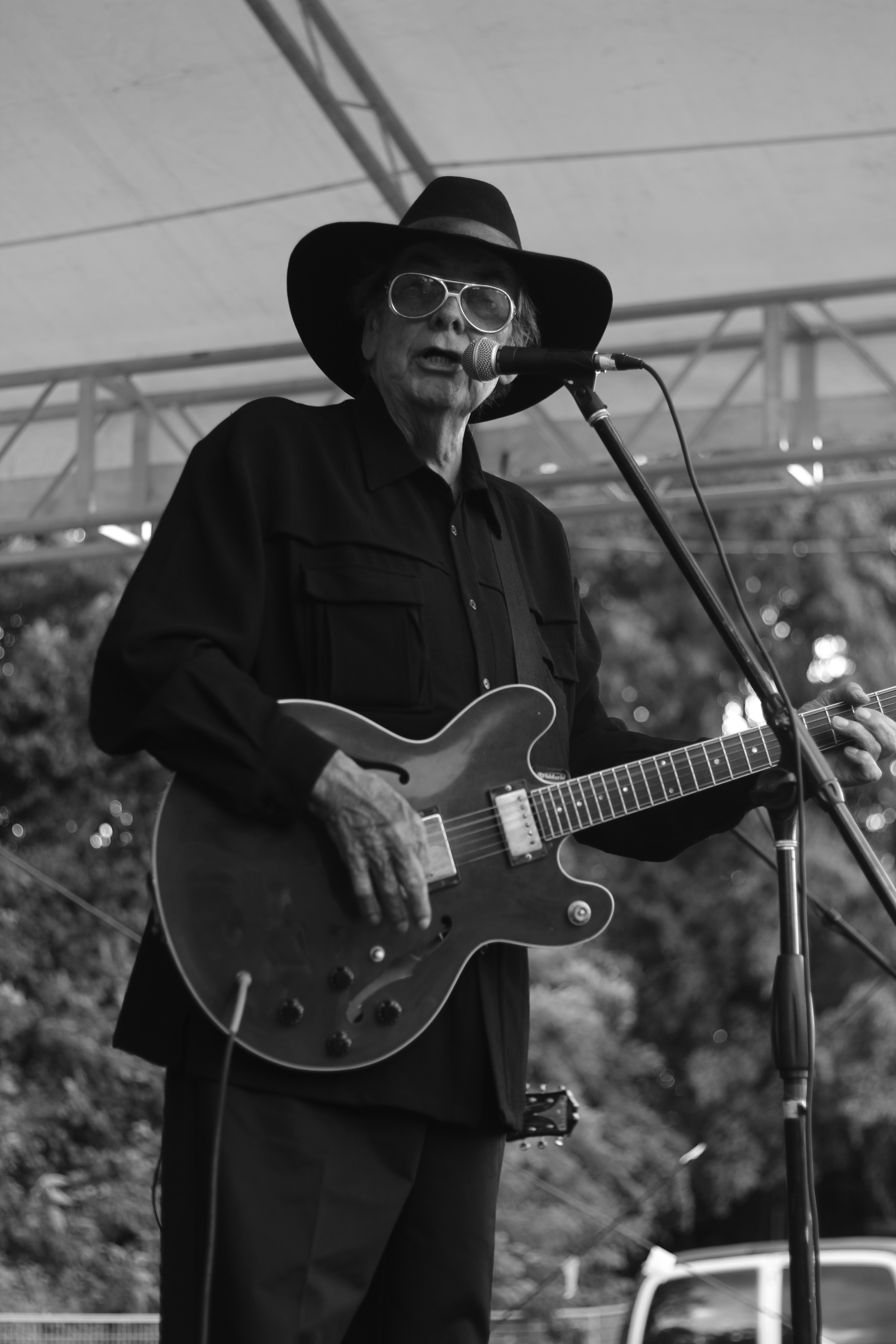
Sleepy LaBeef im August 2015 auf dem Memphis International Rockabilly Festival

Sleepy LaBeef (* 20. Juli 1935 in Smackover, Arkansas als Thomas Paulsley LaBeff; † 26. Dezember 2019 in Siloam Springs, Arkansas) war ein US-amerikanischer Rockabilly-Musiker. Er startete seine Karriere Mitte der 1950er-Jahre und stand bis zu seinem Tod regelmäßig auf der Bühne. Sein Repertoire erstreckte sich von Country-Musik und Rockabilly über Blues bis hin zum Gospel.

## Leben

### Kindheit und Jugend
LaBeef wurde in der von französischen Siedlern gegründeten Gemeinde Smackover in Arkansas geboren, daher sein Familienname, der ursprünglich LaBoeuf lautete. Er wuchs auf der Melonenfarm seiner Eltern auf, wo er vor allem von Country und Blues beeinflusst wurde. Ein weiterer starker Einfluss war der Gospel, den er später in Interviews immer wieder als Inspiration angab. Samstagabends hörte er regelmäßig die Shows der Grand Ole Opry, die über WSM live aus Nashville gesendet werden. Seinen Spitznamen „Sleepy“ bekam er, weil seine Augenlider stark herunterhingen und er so aussah, als würde er gleich einschlafen.

### Karriere

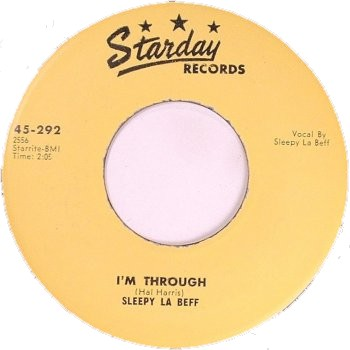
I’m Through, 1957

#### Anfänge im Rockabilly
1953 zog er im Alter von 18 Jahren von Arkansas nach Houston in Texas. Nachdem er sich mit Gelegenheitsarbeiten durchgeschlagen hatte, begann er, als Gospelmusiker im lokalen Radio aufzutreten und mit einer eigenen Band in Bars und Honky-Tonks zu spielen. Kurz danach hatte er erste Auftritte in den Shows Houston Hometown Jamboree aus Houston und dem Louisiana Hayride aus Shreveport, Louisiana.
Ab 1954 begann sich der „Rockabillyboom“ in den Südstaaten auszubreiten. LaBeef erinnerte sich daran, als er das erste Mal Elvis Presleys Version von Blue Moon of Kentucky hörte: „[I] heard that old southern gospel beat. They just put secular lyrics to that same beat. And even without the gospel lyrics, it still had so much power, it just overwhelmed people.“ LaBeefs voluminöse und tiefe Stimme schien perfekt zu diesem neuen Stil zu passen, und 1956 machte er Demoaufnahmen im Gold Star Studio. Die ersten Titel, die er einspielte, waren die Gospelstücke I Won’t Have to Cross Jordan Alone und Just a Closer Walk with Thee mit Bill Quinn an der Orgel. Gegen Ende des Jahres nahm er mit Charlie Busby (E-Gitarre) und Wendall Clayton (Bass) den Song All the Time auf, der aber erst fast ein Jahr später veröffentlicht wurde. Mit seinem neuen Gitarristen und Manager Hal Harris nahm er I’m Through und All Alone auf, die im Mai 1957 als seine erste Single bei Pappy Daileys Starday Records erschienen.
Nachdem seine zweite Single bei Starday im September 1957 erschienen war, begann LaBeef für einige Zeit bei Dixie Records aktuelle Country-Hits einzuspielen. Zwischen 1960 und 1964 war er bei verschiedenen kleinen Labels wie Gulf Records, Crescent Port Records, Wayside Records, Finn und Picture Records unter Vertrag.

#### 1964–1968: Nashville Sound

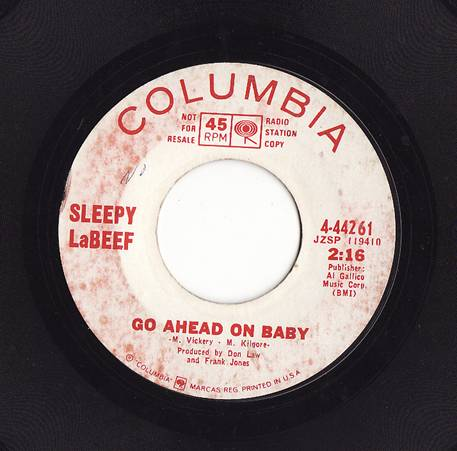
Go Ahead on Baby

1964 nahm LaBeef in der Kneipe Wayside Inn einen Anruf von Don Law entgegen, der ihm einen Vertrag beim Major-Label Columbia Records anbot. Er unterschrieb und zog 1965 nach Nashville. Dort fand im März desselben Jahres seine erste Aufnahmesession im Columbia Recording Studio statt. Die Band bestand an diesem Tag aus den erfahrenen Studiomusikern Ray Edenton (Gitarre), Deam Needham (Gitarre/Bass), Joseph Zinkan (Bass), Hargus „Pig“ Robbins (Klavier) und Virgil Hammer (Schlagzeug). Von den vier eingespielten Songs dieser Session wurde nur die Ballade Completely Destroyed zwei Jahre später veröffentlicht. Seine erste Single bei Columbia wurde You Can’t Catch Me/Everybody’s Got to Have Somebody, veröffentlicht 1965. Erst seine sechste Single bei Columbia, Every Day aus dem Jahre 1968, schaffte es in die Charts auf Platz 73.
LaBeefs Repertoire bei Columbia bestand vor allem aus zeitgenössischen Country-Stücken sowie einigen alten Rhythm-and-Blues-Nummern, von denen eine ganze Reihe nicht veröffentlicht wurden. Während LaBeef vor 1964 vor allem gradlinigen Rock ’n’ Roll gespielt hatte, veränderte sich sein Stil in dieser Periode in Richtung Country. Diese Mischung aus Rock ’n’ Roll, Country und Pop war schlecht zu vermarkten. LaBeef äußerte sich in einem Interview später dazu wie folgt: „[…] But so many times, I’ve had people say, ‘We don’t know how to market you, we don’t know what to call you.’“ Aufgrund des geringen Erfolges verlängerte Columbia LaBeefs Vertrag nicht.

#### 1969–1980: Plantation- und Sunära
Nachdem LaBeef zu Shelby Singletons Label Plantation Records gewechselt war, schaffte er es mit dem Frankie-Miller-Song Blackland Farmer auf Platz 67 der Country-Charts. Es wurde sein größter Hit. Mitte der 1970er-Jahre wechselte er zum Label Sun Records, das mittlerweile ebenfalls Shelby Singleton gehörte. Sun hatte in den 1950er-Jahren mit Elvis Presley, Carl Perkins, Roy Orbison, Johnny Cash und anderen Sängern stilprägende Platten herausgebracht und den Rockabilly begründet.
LaBeef kehrte damit zu seinen musikalischen Wurzeln zurück und hatte mit Songs wie Thunder Road, There Ain’t Much After Taxes oder Boogie Woogie Country Girl weitere kleine Hits. Diese Songs bildeten die Grundlage für seinen späteren Ruhm innerhalb der Rockabillyszene. Bei Sun hatte er auch weitaus mehr künstlerische Freiheiten, als bei Columbia ein Jahrzehnt zuvor. Er durfte bei seinen Aufnahmen selbst Gitarre spielen und konnte einige Gospelsongs aufnehmen, auch wenn diese nicht veröffentlicht wurden.

#### Rockabilly Revival
Das Rockabillyrevival, das ab 1977 langsam heraufzog, gab LaBeef ein neues Publikum, vor allem auch in Europa. Obwohl er auch vorher schon eine intensive Touraktivität gepflegt hatte, waren es jetzt seine energiegeladenen Auftritte, die ihn populär machten. Er spielte auf Veranstaltungen in den USA und Europa wie dem Hemsby Rock’n’Roll Weekend und unterzeichnete 1981 einen Vertrag bei Rounder Records. Dort veröffentlichte er sein Album It Ain’t What You Eat, gefolgt von dem Livealbum Nothin‘ But the Truth, das dem Hörer einen Eindruck seiner Bühnenpräsenz vermittelte.
In den 1990er-Jahren folgten weitere Alben wie Strange Things Happening (1994), I’ll Never Lay My Guitar Down (1996) sowie Tomorrow Never Comes (2000), das mit Maria Muldaur aufgenommen wurde. Im selben Jahr schaffte LaBeef es mit Detour wieder in die Charts. LaBeef blieb ein fester Bestandteil der internationalen Rockabillyszene und gab weiter Konzerte auf der ganzen Welt. In jüngerer Zeit hatte er auf bekannten Veranstaltungen wie dem Viva Las Vegas Rockabilly Festival, dem Rockabilly Rave sowie bei Rocker’s Reunion gespielt.
Im März 2009 veröffentlichte LaBeef nach vier Jahren wieder ein Studioalbum, das den Titel Roots trug. Entgegen seinem üblichen Stil interpretierte er hier Songs, die ihn in bestimmter Weise beeinflusst haben. Dabei legte er seinen harten Rockabillystil ab und arbeitete viel mit akustischen Instrumenten. Im April 2013 fand die Premiere des Dokumentarfilms Sleepy LaBeef Rides Again auf dem Nashville Film Festival statt. Produziert von Bassist Dave Pomeroy und kommentiert von Musikjournalist Peter Guralnick, dokumentiert der Film LaBeefs Karriere sowie Ausschnitte aus einem Konzert in Nashville und einer Aufnahmesession im RCA Studio B. Der Film erschien zusammen mit einer CD bei Earwave Records auch auf DVD. Sleepy LaBeef starb am 26. Dezember 2019.

## Diskografie

### Singles
| Jahr                    | Titel | Plattenfirma             |
| ----------------------- | --- | ------------------------ |
| 1957                    | I’m Through / All Alone | Starday 45-292           |
| 1957                    | I’m Through / All Alone | Starday-Mercury 71112x45 |
| 1957                    | All The Time / Lonely | Starday-Mercury 71179x45 |
| 1958                    | - Ballad of a Teenage Queen - Eskimo Pie (von George Jones) - Oh, Oh, I’m Falling in Love Again (von Dee Mullins) - One Week Later (von Pat and Dee) - She’s No Angel (von Patsy Timmons) - Truly I Love You (von Wes Holly)                                              | Dixie 530                |
| 1958                    | - Guess Things Happen That Way - Crying Over You (von Country Johnny Mathis) - It’s a Little More Like Heaven (von „Country“ Johnny Mathis) - Color of the Blues (von George Jones) - What This Old World Needs (von Jimmy Dean) - Nothing Can Stop Me (von George Jones) | Dixie 533                |
| 1960                    | Found Out / Can’t Get You Out of My Mind | Gulf G-62760/1           |
| 1961                    | Turn Me Loose / Ridin’ Fence | Crescent Prod. 102       |
| 1962                    | Ride on Josephine / Walkin’ Slowly | Wayside 1651/2           |
| 1963                    | Tore Up / Lonely | Wayside 1653/4           |
| 1963                    | Drink Up and Go Home / Teardrops on a Rose | Finn 1690/1              |
| 1963                    | Ride On Josephine / Lonely | Picture 1937             |
| 1965                    | You Can’t Catch Me / Everybody’s Got to Have Somebody | Columbia 4-43452         |
| 1966                    | A Man In My Position / Drinking Again | Columbia 4-43709         |
| 1966                    | I’m Too Broke / I Feel a Lot More Like I Do Now | Columbia 4-43875         |
|                         | Schneider / Sure Beats the Heck Outta Settlin' Down | Columbia 4-44068         |
|                         | Go Ahead on Baby / Completely Destroyed | Columbia 4-44261         |
| 1968                    | If I Go Right I’m Wrong / Every Day | Columbia 4-44455         |
|                         | Asphalt Cowboy / Got You on My Mind | Plantation P-66          |
| 1971                    | Blackland Farmer / Got You On My Mind | Plantation PL-74         |
| 1974                    | Thunder Road / Thunder Road | Sun 1132 (Promo)         |
| 1976                    | There Ain’t Much After Taxes / There Ain’t Much After Taxes | Sun 1134 (Promo)         |
| 1978                    | Good Rockin’ Boogie / Good Rockin’ Boogie | Sun 1137 (Promo)         |
| Unveröffentlichte Titel | |                          |
| 1956                    | - Baby, Let’s Play House - Don’t Make Me Go | Starday                  |
| 1957                    | - I Ain’t Gonna Take It - Little Bit More (Version 1) - Little Bit More (Version 2) | Starday                  |
| 1963                    | - Somebody’s Been Beating My Time |                          |
|                         | - Shame, Shame, Shame |                          |

### Alben
- 1974: The Bull’s Night Out
- 1976: Western Gold
- 1978: Rockabilly 1977
- 1978: Beefy Rockabilly
- 1979: Early, Rare and Rockin’ Sides
- 1979: Downhome Rockabilly (Sun Records)
- 1979: Downhome Rockabilly (Charley Records)
- 1979: Rockabilly Heavyweight (mit Dave Travis)
- 1979: Sleepy LaBeef and Friends (Ace Records)
- 1979: Sleepy LaBeef and Friends (Ace-Chiswick Records)
- 1980: Early, Rare and Rockin’ Sides (Wiederveröffentlichung)
- 1980: Downhome Rockabilly (Wiederveröffentlichung)
- 1981: It Ain’t What You Eat
- 1992: Nothin’ But The Truth
- 1994: Strange Things Happen
- 1995: The Human Jukebox
- 1996: I’ll Never Lay My Guitar Down
- 1996: Larger Than Life (6 CD-Box, Werkausgabe)
- 1997: A Rockin’ Decade
- 1999: Flyin’ Saucer Rock’n’Roll: The Very Best Of Sleepy LaBeef
- 1999: The Bulls’s Ride Out & Western Gold
- 2000: Tomorrow Never Comes
- 2001: Rockabilly Blues
- 2001: Road Warrior
- 2008: Sleepy Rocks
- 2009: Roots
- 2013: Sleepy LaBeef Rides Again (DVD/CD)